# Kamila Skrzyniarz
Kamila Skrzyniarz z d. Drogosz (ur. 20 listopada 1984 w Kielcach) – polska piłkarka ręczna, środkowa rozgrywająca, od 2013 zawodniczka MKS-u Lublin.

## Kariera sportowa
Wychowanka Łysogór Kielce, następnie zawodniczka Vive Kielce, w którego barwach zadebiutowała w sezonie 2005/2006 w Ekstraklasie. W latach 2006–2011 występowała w SPR Lublin, z którym zdobyła w tym czasie cztery mistrzostwa Polski i dwa Puchary Polski. W barwach klubu z Lublina grała również w Pucharze EHF, w którym zdobyła 11 goli.
W latach 2011–2013 była zawodniczką KSS-u Kielce. W sezonie 2011/2012 rzuciła w Superlidze 157 bramek w 28 meczach. W sezonie 2012/2013, w którym zdobyła 235 goli w 29 spotkaniach, została królową strzelczyń Superligi. W barwach KSS-u występowała także w rozgrywkach Challenge Cup, w których w ciągu dwóch sezonów rzuciła 37 goli.
W 2013 powróciła do MKS-u Lublin, z którym zdobyła kolejne trzy mistrzostwa Polski. W sezonach 2013/2014, 2014/2015, 2015/2016 zdobyła w barwach  drużyny z Lublina 26 goli w Lidze Mistrzyń. Ponadto w sezonach 2014/2015 i 2015/2016 rzuciła 11 bramek w Pucharze Zdobywców Pucharów.
W barwach reprezentacji Polski seniorek wystąpiła we wrześniu 2014 w trzech meczach turnieju towarzyskiego w Chebie, zdobywając dwa gole w spotkaniu z Białorusią (33:22).

## Sukcesy
MKS Lublin
- Mistrzostwo Polski: 2006/2007, 2007/2008, 2008/2009, 2009/2010, 2013/2014, 2014/2015, 2015/2016
- Puchar Polski: 2006/2007, 2009/2010
- Superpuchar Polski: 2009[6]

Indywidualne
- Królowa strzelczyń Superligi: 2012/2013 (235 bramek; KSS Kielce)[4]